# Ahmed Masoud
Ahmed Massoud là một cầu thủ bóng đá người Ai Cập hiện tại thi đấu cho Misr Lel-Makkasa SC.